# هوشینو ماری
هوشینو ماری (انگلیسی: Mari Hoshino؛ زادهٔ ۲۷ ژوئیهٔ ۱۹۸۱) یک هنرپیشه، خواننده، و بازیگر خردسال اهل ژاپن است.